# Lozoyuela-Navas-Sieteiglesias
Lozoyuela-Navas-Sieteiglesias är en kommun i Spanien. Den ligger i den autonoma regionen Madrid, i den centrala delen av landet, 60 km norr om huvudstaden Madrid. Antalet invånare är 1 483 (2024).
Terrängen i Lozoyuela-Navas-Sieteiglesias är platt åt nordost, men åt sydväst är den kuperad.